# Peugeot Type 69
La Type 69 "Bebé" fu un'autovettura prodotta nel 1905 dalla casa automobilistica francese Peugeot.

## Profilo
La Type 69, introdotta nel 1905, fu di fatto la prima vera vettura che introdusse il concetto di vettura popolare, anche se i costi di realizzazione ed il prezzo di listino finale non potevano essere comunque paragonati a quelli di un'attuale utilitaria. Era in ogni caso una vettura decisamente più economica rispetto alla produzione dell'epoca. Ridotta nelle dimensioni (era lunga 2.70 m per 1.40 di larghezza e con un passo di 1.67 m), la Type 69 fu per questo motivo soprannominata Bébé.

Era disponibile in un'unica carrozzeria scoperta a due posti, che ricordava molto una spider, con linee piuttosto squadrate e con la caratteristica di possedere i fari anteriori molto arretrati, alla base del piccolo parabrezza ripiegabile. Un'altra caratteristica della Type 69 fu quella di adottare per la prima volta la dicitura Peugeot sulla calandra, in modo da poter distinguere le vetture prodotte da lì in avanti da quelle della Lion Peugeot, una piccola azienda automobilistica e non solo, diretta dai nipoti di Armand Peugeot, ossia Robert, Pierre e Jules Peugeot.

La Type 69 montava un monocilindrico verticale in posizione anteriore a valvole comandate, della cilindrata di 652 cm³ e 7 HP di potenza, raffreddato ad acqua ed in grado di spingere la vetturetta ad una velocità massima di 44 km/h, un buon risultato per una "piccola" dell'epoca; la vettura era dotata anche di radiatore con ventilatore. La trasmissione era diretta e senza catene, con tre velocità e marcia indietro. Tre i freni, due a pedale e uno a leva. Montava sospensioni Truffault.

La Bébé ebbe anche un discreto successo per l'epoca, essendo stata prodotta nel solo 1905 in circa 400 esemplari.